# Grandezza (Bakoe)
Grandezza was een luxe warenhuis in Bakoe in Azerbeidzjan. Het warenhuis was gevestigd in een historisch pand aan Mizami Street in het door Unesco beschermde oude centrum van de stad. Het warenhuis had een oppervlakte van 5.000 m² verdeeld over 4 verdiepingen en hanteerde et shop-in-the-shop-concept.. Het ontwerp was van het Duitse architecten- en ontwerpbureau Blocher Partners. Het interieurontwerp van het warenhuis was sterk beïnvloed door de stijl van Europa uit de jaren twintig van de twintigste eeuw. Het logo van het warenhuis was een geabstraheerde diamant in blauw- en grijstinten en moest de hoge kwaliteit van het merk en de veelzijdigheid van de opkomende metropool Bakoe symboliseren.
De winkel werd geopend op 11 oktober 2014 en richtte zich op het midden en hoge segment, hetgeen werd weerspiegeld in de luxe materialen die voor de afwerking zijn gebruikt. Op 2 maart 2016 werd het warenhuis vanwege de economische situatie alweer gesloten.